# Kiyoto Furushima
Kiyoto Furushima (古島 清人 Furushima Kiyoto?), född 3 april 1968 i Kumamoto prefektur, är en japansk före detta fotbollsspelare.
Furushima började sin karriär 1987 i Fujita Industries (Bellmare Hiratsuka). Med Bellmare Hiratsuka vann han japanska cupen 1994. 1996 flyttade han till Avispa Fukuoka. Efter Avispa Fukuoka spelade han för Omiya Ardija och NTT Kumamoto. Han avslutade karriären 2000.